# Économie de l'Empire ottoman
L'économie de l'Empire ottoman concerne les différents aspects de la vie économique d'un État, l'Empire ottoman, qui a existé de 1299 à 1923, couvrant de vastes régions de l'Europe balkanique, du Moyen-Orient et de l'Afrique du Nord. L'État ottoman tirait l'essentiel de ses revenus de l'expansion militaire et de la fiscalité. Sa base économique reposait avant tout sur l'agriculture, puis sur l'industrie, les mines et le commerce. Son système de redistribution, différent de la féodalité européenne, passait avant tout par l'État. Dès le XIVe siècle, l'État ottoman procède à des recensements (defter) pour faciliter la perception des impôts et le financement de l'armée par le système du timar.

## Agriculture
| Année | Population |
| ----- | ---------- |
| 1520  | 11 692 480 |
| 1566  | 15 000 000 |
| 1683  | 30 000 000 |
| 1831  | 7 230 660  |
| 1856  | 35 350 000 |
| 1881  | 17 388 604 |
| 1906  | 20 884 000 |
| 1914  | 18 520 000 |
| 1919  | 14 629 000 |

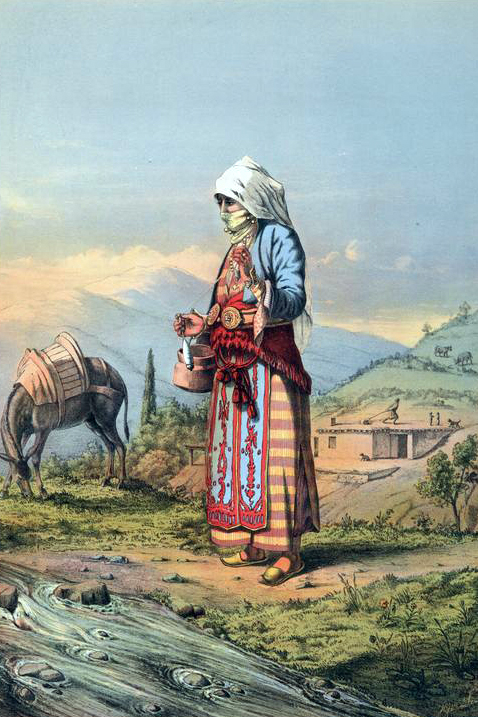
Paysanne arménienne ottomane, Henry J. Van Lennep, 1862

L’agriculture, fondement de l'économie de l'Empire ottoman, dépend de l'abondance de la main-d'œuvre et des terres cultivables. La plus grande partie de la population vit sur de petites exploitations familiales, produisant sa propre subsistance et divers produits vendables sur les marchés comme le lait et la laine. Beaucoup de familles d'agriculteurs réalisent une première transformation artisanale, par exemple les tissus de laine produits dans les Balkans et vendus en Anatolie et Syrie. À partir du XVIIe siècle, l'État encourage les paysans à commercialiser leurs fruits, légumes et bétail, système qui se développe au XVIIIe siècle. Les tribus nomades tiennent une place non négligeable dans l'économie à travers leurs productions animales.
Le sultan est considéré comme propriétaire des terres et du sous-sol ; il peut les céder en pleine propriété, mais aussi revenir sur ces concessions et transformer des propriétés individuelles en biens publics. La plus grande partie de l'espace rural est destiné à l'entretien de l'armée à travers le système du timar : chaque domaine doit pourvoir à l'entretien d'un soldat, l'équipement dépendant du revenu du timar ; les timariotes sont initialement musulmans mais, à partir du XVe siècle, ce statut est étendu à des chefs coutumiers chrétiens (Serbes, Grecs, Roumains ou Arméniens). La concession du timar, limitée à 3 ans à l'origine, tend à devenir héréditaire à partir du XVIe siècle, et, à partir du règne de Soliman II, le bénéfice du timar est réservé aux musulmans. La plupart des timars (environ 200 000 à la fin du XVIe siècle) n'assurent qu'un maigre revenu à leur titulaire, mais les domaines moyens (ziamets) ou grands (has), concédés à des dignitaires de l'armée ou de la cour, prennent de l'importance à partir du XVIe siècle.

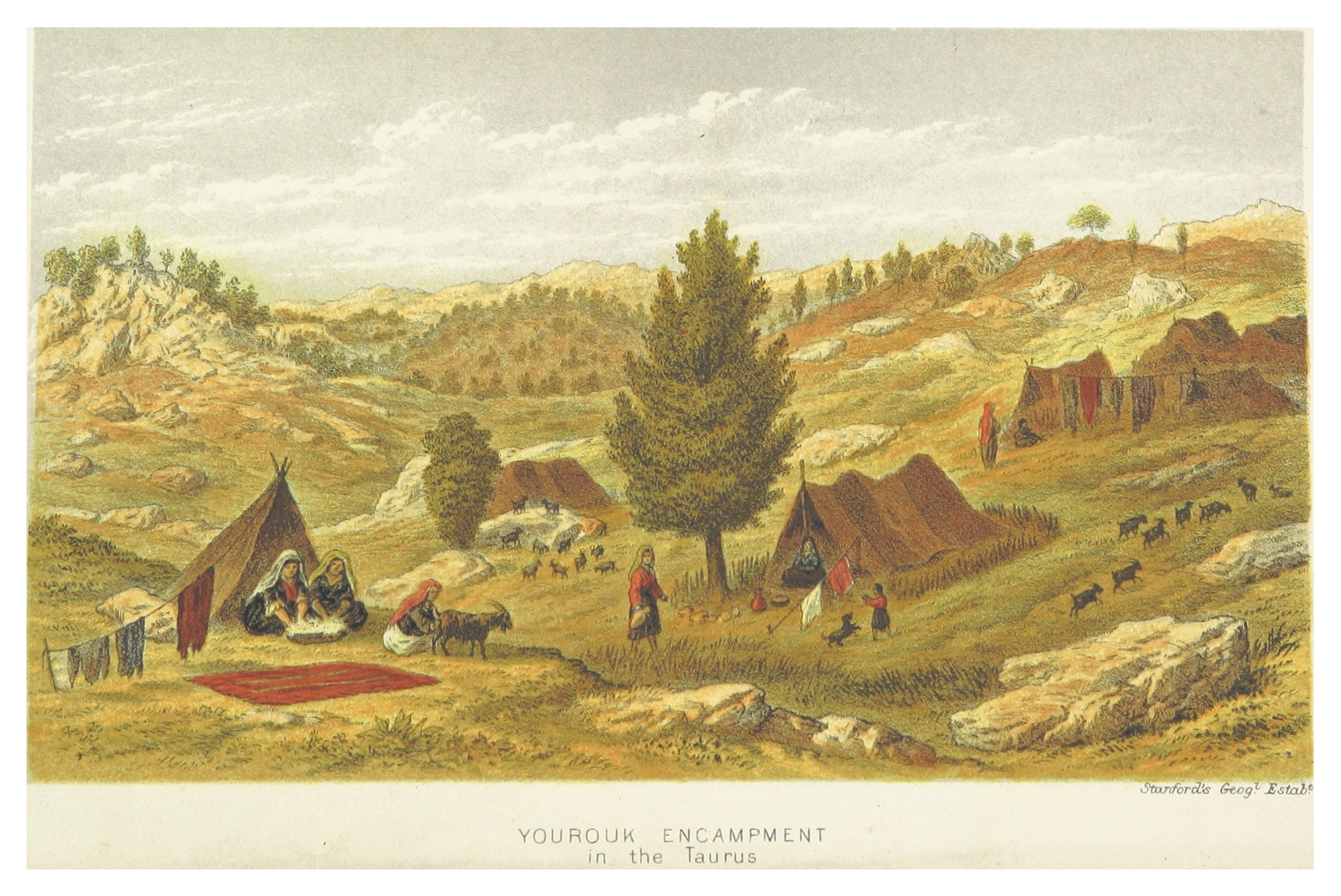
Campement de bergers turcs yörük dans le Taurus, Edwin John Davis, 1879

L'unité de base (çift-hane), généralement de 5 à 15 hectares, est un domaine assez grand pour entretenir une famille paysanne avec une paire de bœufs : son revenu doit être suffisant pour équiper un soldat de cavalerie légère (sipahi). Le paysan (ra'ya), musulman ou chrétien, n'est pas assujetti à la terre, mais doit payer au titulaire du timar un droit d'entrée et la dîme de sa production, à quoi s'ajoutent des taxes sur le bétail, la pêche, les moulins, le miel, ainsi qu'un droit sur le mariage. Certains paysans, les ortchakï, ne sont pas libres de leurs mouvements mais assujettis à l’État qui leur fournit la terre, la semence et le matériel ; ce type de contrat, appliqué notamment à la riziculture, tend à disparaître à la fin du XVIe siècle, bien que la culture du riz reste importante en Égypte, Syrie, Anatolie et dans quelques régions des Balkans.
Une partie des terres cultivées, mais aussi des propriétés urbaines ont le statut de biens consacrés inaliénables (waqf, en turc vakıf) : leur revenu fiscal est affecté à des fondations pieuses ou d'utilité publique.
Mokha au Yémen devient, à partir du XVIIe siècle, un grand port exportateur de café. Au milieu du XVIIe siècle, le Yémen exporte environ 200 000 quintaux de café par an dont la moitié vers l'Égypte. Ce pays réexporte 50 000 quintaux par an vers les provinces ottomanes d'Europe et d'Anatolie dont 15 000 pour la seule ville de Constantinople.
Le maïs, venu d'Amérique et parfois appelé « blé de Turquie » par les Français, apparaît en Croatie en 1611 et se répand dans les pays danubiens et dans le reste de l'Empire ; il est surtout destiné à la consommation urbaine, les paysans se nourrissant de millet et de sorgho.

Orangeraies de Jaffa, n.d.

Le mûrier à soie est cultivé dans la région de Bursa au XVIe siècle pour pallier la rupture des importations de la Perse séfévide mais sa production reste limitée et décline à partir des années 1570
,. D'autres plantes textiles sont cultivées comme le lin en Égypte et Thessalie, le chanvre dans les pays roumains, en basse Serbie et en Thrace. Le coton, cultivé en Égypte depuis le Moyen Âge, est implanté à la fin du XVIIe siècle dans la région de Serrès en Macédoine ; il devient une des principales cultures de la Macédoine et de la Thessalie. En 1790, l'Empire ottoman exporte 20 % du coton brut importé par l'industrie cotonnière britannique.
Les structures économiques évoluent au XIXe siècle avec l'urbanisation, le développement de l'irrigation, du chemin de fer, et l'afflux des réfugiés (muhacir (en)) chassés par le recul territorial de l'Empire. Les céréales représentent toujours 70 à 90 % des surfaces cultivées en Anatolie à la fin du XIXe siècle et, grâce au chemin de fer, elles commencent à atteindre le marché de Constantinople. La production du coton connaît une rapide expansion lors de la guerre de Sécession, suivie par une chute brutale des cours ; elle reprend après 1900 ; en dix ans, la production est multipliée par 3 en Cilicie et par 2 en Syrie. En 1905, la Cilicie exporte 43 000 balles de coton (de 200 kg chacune) et en 1913, 120 000. Les oranges de Jaffa en Palestine deviennent un important article d'exportation au milieu du XIXe siècle. La production de raisins secs, de figues et de tabac augmente de façon massive. Entre 1876 et 1908, la valeur des exportations agricoles augmente de 45 %.
La petite exploitation (moins de 5 hectares) reste le modèle dominant mais les grandes propriétés se développent. À partir de 1867, la loi autorise l'achat de terres par des étrangers. Des maisons de commerce occidentales, surtout britanniques, développent des grandes exploitations autour d'Izmir, mais elles abandonnent peu à peu cette activité à la fin du XIXe siècle à cause de la résistance de la main-d'œuvre musulmane et du banditisme. À la place, ce sont surtout des propriétaires grecs et arméniens, ainsi que des maronites au Liban, qui développent les cultures d'exportation dans les régions côtières, alors que les cultures céréalières de l'intérieur appartiennent surtout à des propriétaires musulmans.
Les machines agricoles commencent à être employées à partir de 1900, particulièrement en Cilicie, tandis que l'État crée des écoles d'agriculture et des fermes modèles à Halkalı  (près de Constantinople), Bursa et Thessalonique. La Banque agricole (Ziraat Bankası) est créée en 1888 pour permettre aux paysans d'échapper aux usuriers ; en fait, elle profite surtout aux paysans aisés.

## Artisanat et manufactures

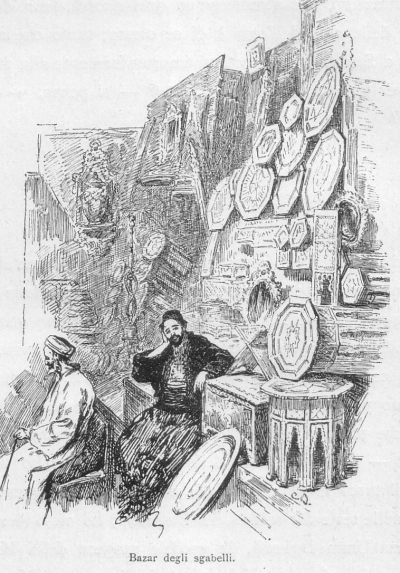
Boutique d'artisan à Constantinople, 1878

Au Moyen Âge, certaines confréries soufies rassemblent des artisans et commerçants mais sans avoir un caractère d'organisations professionnelles. Les guildes sont citées pour la première fois vers 1580 et sont chargées de faire respecter des règles professionnelles. Certains centres manufacturiers sont réputés comme la céramique d'Iznik qui prospère entre 1585 et 1617. Les soieries de Bursa sont renommées ; cependant, à partir de 1574, la production de robes d'apparat à dorures (serâser) est réservée aux manufactures impériales de Constantinople.
Un décret de 1595 interdit l'emploi d'un tisserand musulman au service d'un maître chrétien. Une part importante de la main-d'œuvre se compose d'esclaves, parfois des prisonniers de guerre en attente de rançon. Des captifs sont aussi employés dans d'autres secteurs comme la construction navale.
L'arsenal impérial ottoman (Tersâne-i Âmire ), situé à la Corne d'Or à Constantinople du XVIe siècle à la fin de l'Empire, est un des plus grands centres industriels de la Méditerranée. En 1557, il compte 123 docks, chacun pouvant contenir deux galères en construction ou réparation. Techniquement dépassé au XVIIIe siècle, il connaît plusieurs phases de modernisation et sort son premier navire à vapeur en 1838. Il est complété par des fonderies de canon, des fabriques d'armes et des ateliers de fabrication des vêtements des janissaires. Les fondeurs de canons de la capitale peuvent être envoyés dans les forteresses frontalières pour y diriger la fabrication.
Au début du XIXe siècle, les artisans, surtout arméniens, restent actifs dans la métallurgie : dinanderie à Tokat et Erzurum, armes et outils en fer à Harput, Sivas et Diyarbakır, argenterie à Sivas et Kayseri, orfèvrerie à Van. Ils sont aussi présents dans le secteur textile : coton, laine, soie, tailleurs et fourreurs à Erzurum, tissage de la toile rouge à Bitlis, cotonnades autour de Maraş (Kahramanmaraş), de la laine à Saimbeyli en Cilicie.
La dissolution du corps des janissaires, protecteurs traditionnels des guildes de Constantinople, en 1826, accélère le déclin de celles-ci. Au cours du XIXe siècle, le recul de l'artisanat urbain est à peu près général : à Ankara, le tissage de laine a pratiquement disparu ; à Bursa, le nombre de métiers à tisser la soie tombe d'un millier à 75. Les cotonnades européennes, surtout britanniques, représentent 80 % du marché à la fin du siècle; cependant, une industrie ottomane du coton commence à se développer au début du XXe siècle. Le travail de l'artisanat rural, surtout féminin, prend plus d'importance que le travail des guildes urbaines à main-d'œuvre surtout masculine. Bien que le manque de capitaux entrave le développement industriel, des centres de production se développent à partir des années 1830 à Thessalonique, Edirne, dans l'ouest anatolien et au Liban. La soie brute et les tapis orientaux constituent les principaux articles d'exportation : ces deux industries emploient 100 000 personnes en 1914. La production de tapis, dans l'ouest de l'Anatolie, est un des rares succès à l'exportation. La Régie co-intéressée des tabacs de l'empire ottoman, monopole public créé en 1881, est une des principales entreprises industrielles à la fin de l'époque impériale.
En dehors des entreprises d'État, la production industrielle est largement dominée par les minorités ethniques. Selon un recensement des industries fait en 1913-1915, 50 % du capital industriel appartient à des Grecs, 20 % à des Arméniens, 5 % à des juifs, 10 % à des étrangers et seulement 15 % à des Turcs.
Malgré ces efforts tardifs, en 1914, l'Empire ottoman représente moins de 1 % de la production industrielle mondiale. Il n'a aucune fabrication d'acier et dépend entièrement des importations pour son armement, son matériel de transport et ses équipements de transmission.

## Secteur extractif

Réseau télégraphique dans l'Empire ottoman en 1917

Dans le système fiscal ottoman, certaines productions comme les marais salants et les mines sont des monopoles publics et font l'objet d'un fermage (malikâne, iltizam) assuré par des entrepreneurs privés ('âmil),.
Les principaux gisements miniers se trouvent dans les régions balkaniques et le statut des mines est dicté par la coutume de Saxe ; les mineurs bénéficient de droits sociaux étendus, sans doute nécessaires pour retenir la main-d'œuvre dans une activité difficile. Les principales productions sont le plomb et l'argent en Bosnie, Serbie, Bulgarie et Macédoine, le fer dans les Balkans et en Anatolie, le cuivre surtout en Anatolie, l'alun dans l'ouest et le nord de l'Anatolie.
Les mines de charbon d'Héraclée et de Bolu, près de la mer Noire, sont exploitées à partir de 1896. Au début du XXe siècle, les ressources pétrolières de l'Empire commencent à attirer les investisseurs occidentaux. La Turkish Petroleum Company est fondée en 1911 pour exploiter les gisements de Mésopotamie, regroupant des intérêts allemands, américains, britanniques et néerlandais, plus un intermédiaire local, Calouste Gulbenkian (surnommé « Monsieur Cinq Pour cent »). La part allemande sera transférée à la Compagnie française des pétroles après la guerre.

## Transports, commerce et banque

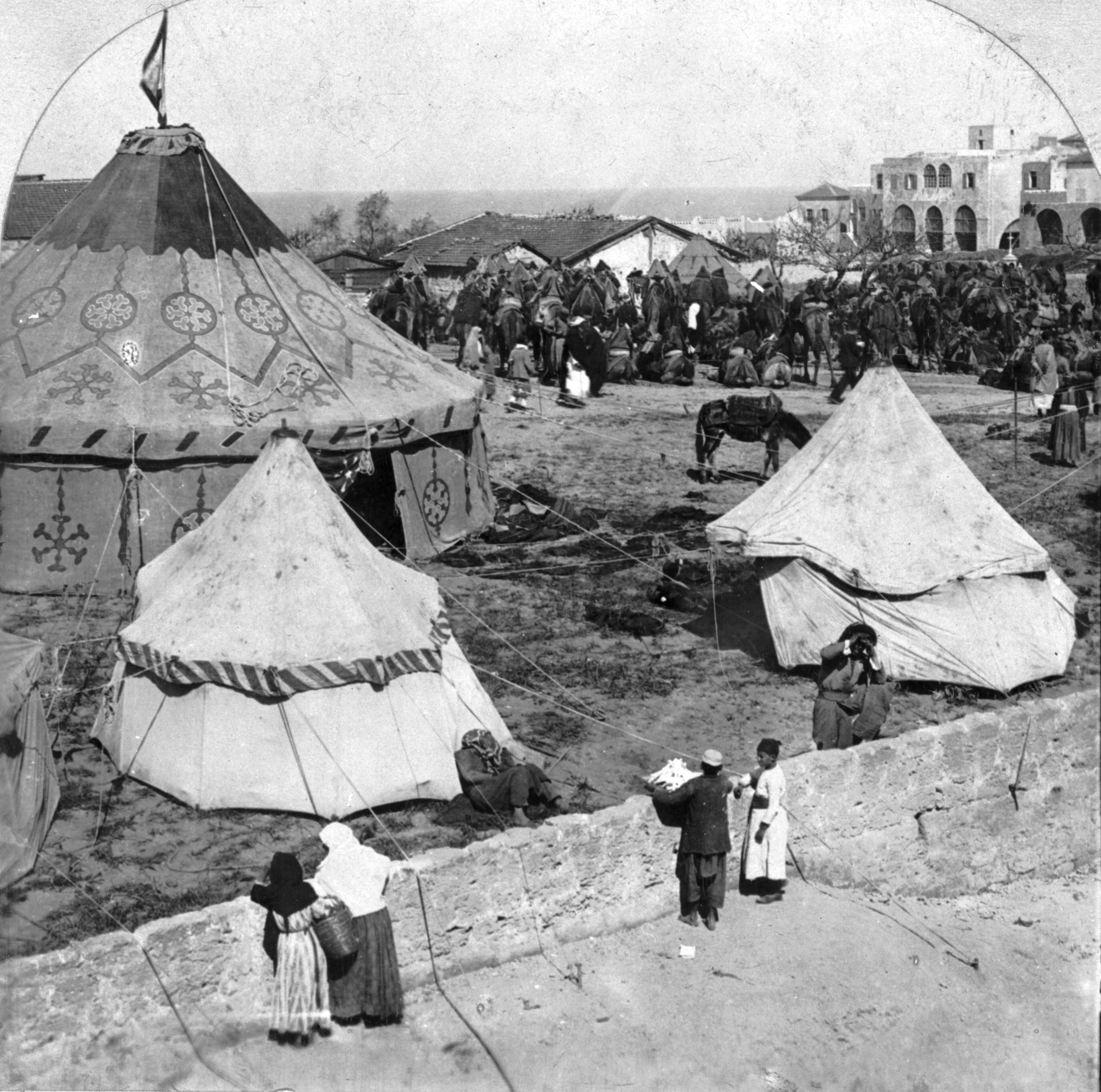
Marchands d'épices de Bagdad, 1901

Dès le XIVe siècle, le pouvoir ottoman institue des contrôleurs des marchés (muhtesib) chargés de veiller aux prix, aux poids et mesures et à la moralité publique. Ils exercent des pouvoirs judiciaires en accord avec le cadi. Les douanes et différentes taxes font l'objet d'un fermage.
Dès la seconde moitié du XVe siècle, l'Empire importe de nombreux biens manufacturés d'Europe et d'Afrique du Nord : étoffes, armes, métaux, outillage. Les droits de douane sont fixés à 4 % pour les marchands étrangers et 1 % pour les marchands musulmans.
Le commerce terrestre passe par un réseau de caravansérails (han) hérité des Seldjoukides (voir Liste des caravansérails seldjoukides en Turquie).
Le commerce maritime porte sur des denrées diverses : céréales sur la Méditerranée et la mer Noire, bois de charpente sur la mer Noire, épices (et plus tard café) sur la mer Rouge et le golfe Persique.
La production textile utilise des plantes tinctoriales importées d'Asie du Sud comme la gomme-laque et l'indigo.
La demande croissante de café yéménite compense le détournement du commerce des épices réalisé par les Européens sur la route des Indes : réexporté vers les pays méditerranéens, il devient le principal poste du commerce extérieur de l'Égypte aux XVIIe siècle et XVIIIe siècle et fait la fortune des grandes familles marchandes du Caire, associées aux chefs des janissaires. Cependant, le café devient moins rentable à la fin du XVIIIe siècle avec la concurrence des plantations européennes en Indonésie et aux Antilles.
Les principautés roumaines, Valachie et Moldavie, approvisionnent la capitale en blé, bois, miel et cire.
Les capitulations de l'Empire ottoman, signées avec la France à partir du XVIe siècle, puis avec d'autres puissances européennes, favorisent le commerce des échelles du Levant avec l'Occident tout en accordant une protection étrangère aux minorités chrétiennes de l'Empire ottoman.

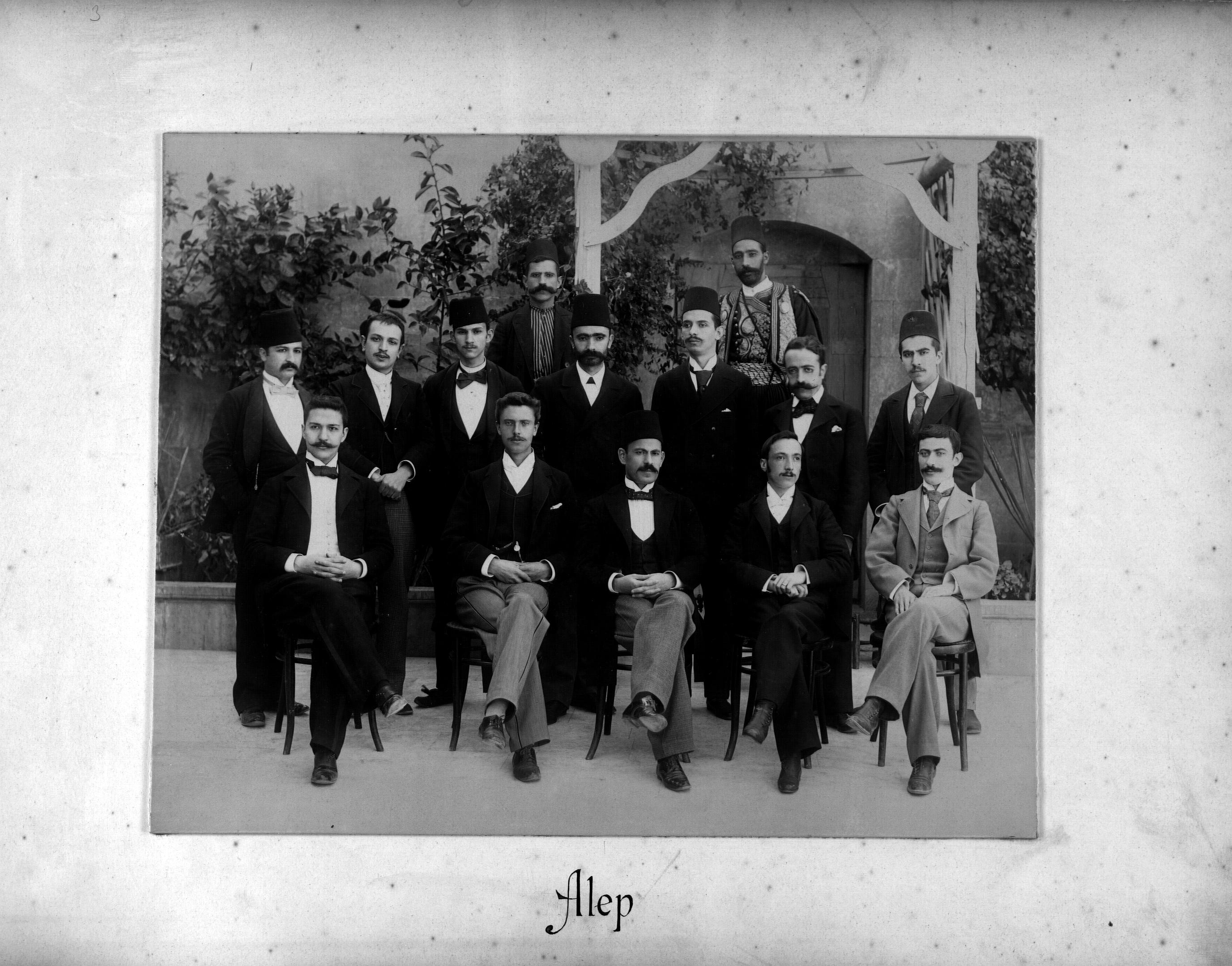
Personnel de la Banque ottomane à Alep, 1895

La république de Raguse (Dubrovnik), tributaire de l'Empire, tient une grande place dans le commerce ottoman du XVIe siècle au XVIIIe siècle, sa neutralité lui conférant un avantage pendant les conflits qui opposent la Sublime Porte à la république de Venise et aux autres puissances chrétiennes. Au XVIIIe siècle, ce sont les flottes marchandes grecques qui assurent une part croissante des échanges.
Après le traité de Passarowitz (1718), la liberté de navigation est rétablie sur le Danube avec des droits de douane très faibles (3 %) entre l'Empire ottoman et les États des Habsbourg. Les échanges avec l'Europe centrale empruntent aussi la voie maritime par Trieste. Thessalonique est le grand carrefour des échanges maritimes et terrestres dans les Balkans.
Au XIXe siècle, l'apparition des navires à vapeur bouleverse les conditions de l'échange et augmente le poids des compagnies étrangères. Le percement du canal de Suez en 1869 accélère les échanges avec l'Asie.
La Banque ottomane (Bank-ı Osmanî-i Şahane) créée en 1856 par des Britanniques, associe plus tard, en 1863, des capitaux français, avec l'aval du gouvernement ottoman. Elle remplit les fonctions de banque centrale jusqu'à la création en 1931 de la Banque centrale de la République de Turquie. Elle renégocie les créances de l'Administration de la dette publique ottomane (en) créé en 1881 comme un Trésor public ottoman séparé, pour mettre fin aux graves difficultés financières de l’Empire ottoman, en réduisant de près de 50 % la dette nominale en cours, mais au prix d’un plus grand contrôle financier de l’étranger et contribue au financement de grands projets comme le chemin de fer de Beyrouth à Damas, ouvert en 1895 par une société française, la Société des chemins de fer ottomans économiques de Beyrouth-Damas-Hauran (de), ou le chemin de fer Berlin-Bagdad, piloté par la Deutsche Bank allemande et en voie d'achèvement au début de la Première Guerre mondiale.
Les défaites des guerres balkaniques (1912-1913) et la perte du grand centre économique de Salonique entraînent un recul des idées libre-échangistes et une évolution du gouvernement des Jeunes-Turcs vers le nationalisme économique. Avec le soutien des guildes traditionnelles, des décrets et campagnes de propagande encouragent les musulmans de souche turque à créer leurs entreprises et acheter chez des coreligionnaires plutôt que chez des Grecs ou des Arméniens, dénoncés comme agents de l’expansionnisme économique occidental. Pendant la Première Guerre mondiale en Orient, le gouvernement des Trois Pachas renforce le protectionnisme économique, cesse de payer ses dettes à l'étranger et crée une série de banques et d'associations pour promouvoir une économie nationale.
Malgré ces efforts de rattrapage, l'économie est encore lourdement déficiente quand l'Empire ottoman s'engage dans la Grande Guerre : la densité du réseau ferroviaire est cinq fois inférieure à celle de l'Inde britannique, les tunnels du Taurus sont encore inachevés, les hommes et le matériel mettent plusieurs semaines pour atteindre le front et la Syrie souffre de la famine alors que l'Anatolie a du blé en excédent.